# Mateusz Słodowy
Mateusz Słodowy (* 8. srpna 1991) je polský fotbalový obránce, momentálně působí v polském klubu Kotwica Kolobrzeg.